# 三港乡
三港乡，中国浙江省金华市武义县下辖的一个乡。

## 行政区划
下辖以下地区：
三港村、洪潭村、周源村、黄西村、曳坑村、石浦村、章湾村、五福村和曳源村。